# 클립

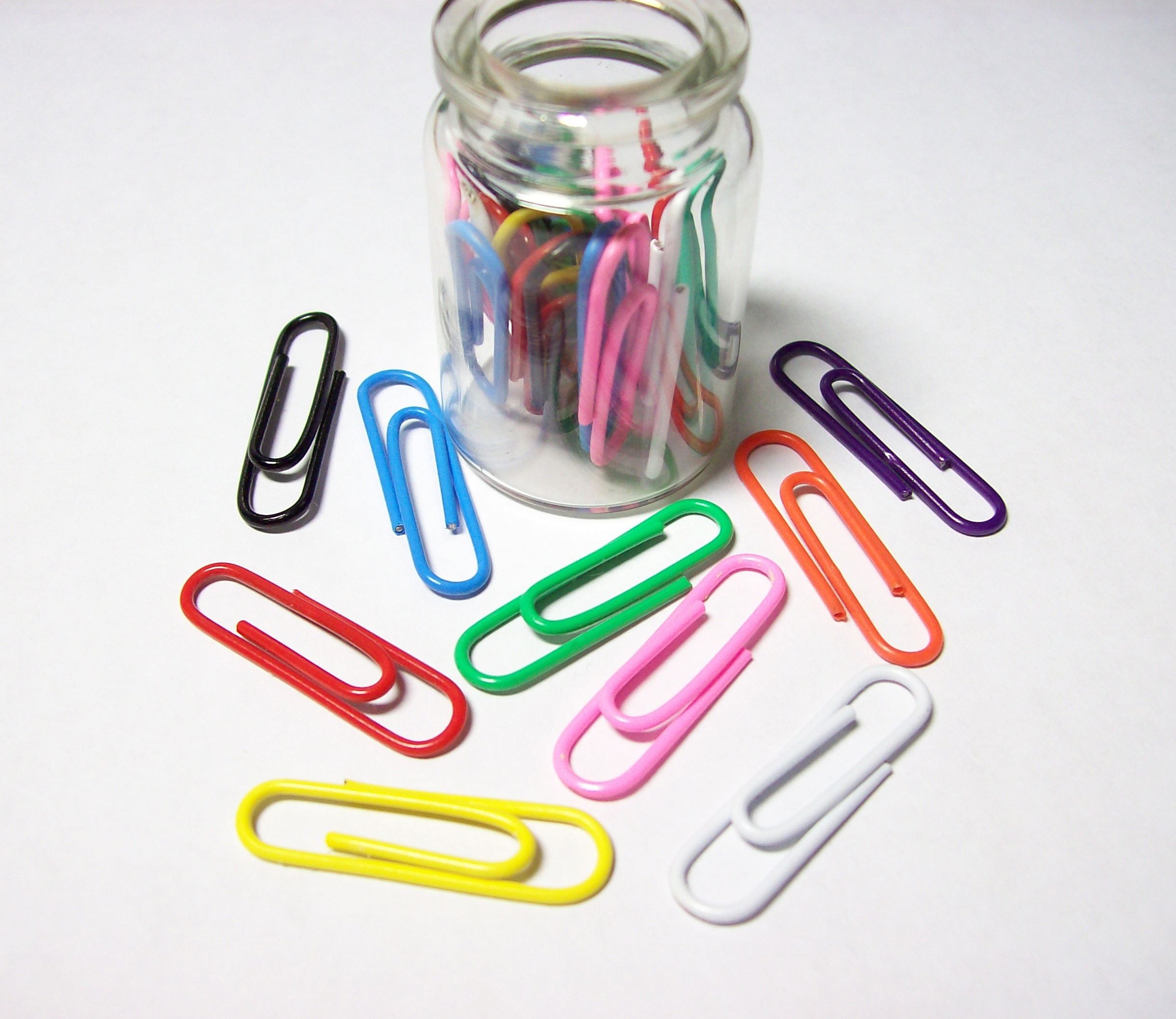
클립

클립(Clip)은 문구로서, 종이 등을 끼우기 위해 사용되는 도구이다. 현재와 같은 형태의 클립은 노르웨이인 요한바알러가 발명했다.
종이 클립은 종이 시트를 함께 고정하는 데 사용되는 도구로, 일반적으로 고리 모양으로 구부러진 강철 와이어로 만들어진다(일부는 플라스틱으로 덮여 있음). 대부분의 종이 클립은 1890년대 이전에 도입된 젬(Gem) 유형의 변형으로, 와이어로 만들어진 거의 두 개의 완전한 고리가 특징이다. 
종이 클립의 일반적인 특징은 와이어의 비틀림과 탄성, 와이어와 종이 사이의 마찰을 활용한다는 것이다. 클립 공간 사이에 적당한 수의 시트가 삽입되면 강제로 분리되고, 와이어가 구부러진 부분에 비틀림이 발생하여 시트를 함께 잡게 된다. 일반적으로 생산성과 휴대성을 위해 종이를 묶는 데 사용된다.
사무실에서 교육 기관에 이르기까지 다양한 환경에서 종이 클립이 널리 사용되면서 기능적인 디자인과 적응성이 강조되었다. 주로 제본용으로 설계되었지만 그 다양성으로 인해 실용적이고 창의적인 다양한 응용 분야가 탄생했다.

## 모양과 구성
종이 클립은 일반적으로 측면이 직선인 직사각형 모양이지만 삼각형이나 원형이거나 더 정교한 모양일 수도 있다. 가장 일반적인 재료는 강철이나 기타 금속이지만 성형 플라스틱도 사용된다. 일부 다른 종류의 종이 클립은 2피스 클램핑 시스템을 사용한다. 최근 혁신에는 다양한 색상의 플라스틱 코팅 종이 클립과 스프링 고정 바인더 클립이 포함된다. 인간의 평균 철 함량을 고려하여 금속 함량에 대한 관점을 제공하기 위해, 일반적인 종이 클립의 무게가 1g일 때 이론적으로 인류의 결합된 철은 수억 개의 클립을 생산할 수 있다.

## 역사
종이는 1세기 중국에서 발명되었으나, 중세 유럽에 이르러 비로소 종이 몇 장을 일시적으로 묶어 두는 수단에 대한 요구가 생겨났다. 이 시기에 충분히 많은 종이가 생산되어 일상에서 널리 사용되기 시작했기 때문이다. 초기 해법은 핀을 사용해서 집는 것이었다. 하지만 종이 핀은 종이에 녹 자국과 함께 보기 흉한 구멍을 남겼다. 여러 번 핀으로 고정하면, 종이가 너덜너덜해지기도 했다.
수세기 동안, 여러 발명가들이 이러한 문제를 해결하기 위해 애쓴 끝에, 19세기 중반에야 부피가 큰 용수철 도구와 작은 금속 버클을 이용한 종이 클립이 나타나기 시작했다. 저렴한 종이 클립을 대량생산하는 데 필요한 기술, 즉 적절한 가소성을 지닌 철사, 그 철사를 구부릴 수 있는 기계가 19세기 후반에야 비로소 개발되었기 때문이다.
최초의 종이 클립은 최적의 형태를 갖추지 못했다. 현재 흔히 보이는 2개의 둥근 루프가 겹쳐진 형태가 아니라 사각형 철사 중 한쪽이 겹쳐진 형태였다. 수십 년 동안 다양한 형태의 실험, 재가공과 개선이 축적되면서 오늘날과 같은 형태에 이르렀다.
얼리 오피스 뮤지엄(Early Office Museum)에 따르면, 굽은 철사를 이용한 종이 클립에 대한 특허는 1867년 미국에서 새뮤얼 B. 페이(Samuel B. Fay)에게 처음 부여(특허 번호 64088)되었다. 이 클립은 원래 주로 천에 티켓을 부착하기 위한 용도로 만들어졌으나, 특허에서는 종이를 서로 붙이는 데 사용될 수 있음을 인정했다. 기능적이고 실용적이었지만 페이의 클립은 1899년 이전에 특허를 받은 다른 50가지 클립과 마찬가지로 오늘날의 클립 디자인과는 상당히 다른 모양이었다. 
다른 주목할 만한 종이 클립 디자인은 1877년 7월 24일 미국의 얼만 J. 라이트(Erlman J. Wright)가 특허(특허 번호 193389)를 얻었다. 이 클립은 당시 종이, 문서, 정기 간행물, 신문 등의 낱장들을 함께 고정하는 데 사용한다고 광고되었다.
현재 사용 중인 가장 일반적인 유형의 철사 클립은 젬(Gem) 클립이다. 이 클립은 따로 특허를 받은 적이 없지만, 1870년대 초 영국에서 더 젬 메뉴팩처링 컴퍼니(The Gem Manufacturing Company)가 생산했을 가능성이 가장 높다. 헨리 J. 페트로스키 교수는 젬 페이퍼 고정 장치(Gem Paper-Fasteners)에 관한 1883년 기사를 언급하며 "동일한 주제의 논문, 편지 묶음, 원고 등을 함께 묶기"에 "일반 핀보다 낫다"고 칭찬했다. 1883년 기사에는 이 초기 "젬 클립" 그림이 없기 때문에 어쩌면 이 클립은 오늘날의 클립과 다른 모양일 수도 있다.
현재 형태의 클립에 대한 최초의 그림은 1893년 "젬 페이퍼 클립"(Gem Paper Clip) 광고에 나온다. 1904년에 쿠시먼 앤드 데니슨(Cushman & Denison)은 종이 클립과 관련하여 "젬"(Gem)이라는 이름의 상표를 등록했다. 이 제품은 1892년 3월 1일부터 사용되었다. 아마도 이때가 미국에 처음 선보인 시기일 수 있다. 종이 클립은 여전히 "젬 클립"이라고 불리며, 스웨덴어로 종이 클립을 뜻하는 단어는 "젬"이다.
현대식 종이 클립(젬형 클립)은 늦어도 1899년엔 널리 퍼져 있었다. 이를 입증하는 확실한 증거는 그해 4월 27일 코네티컷주 워터베리의 윌리엄 미들브룩에게 "와이어 종이 클립을 만드는 기계"에 대한 특허가 부여된 것이다. 도면을 보면, 이 제품이 젬 유형의 완벽한 클립임을 명확하게 알 수 있다. 미들브룩이 제품 이름을 언급하지 않았다는 사실은 젬 클립이 당시 일방에 널리 퍼져 있었음을 시사한다. 
그 이후로 같은 물건에 대한 수많은 변형이 특허를 받았다. 일부는 둥근 끝 대신 뾰족하고, 일부는 종이를 쉽게 삽입할 수 있도록 한쪽 고리 끝이 약간 구부러져 있으며, 일부는 더 잘 잡을 수 있도록 물결 모양이나 미늘이 있는 철사가 있다. 또한 순전히 미적 변형인 삼각형, 별 또는 둥근 모양 클립이 특허를 받았다. 그러나 원래의 젬 유형이 100년 이상 동안 가장 실용적이었고, 결과적으로 가장 인기 있는 것으로 입증되었다. 사용의 용이성, 찢어지지 않는 그립감, 엉키지 않는 보관성 등 그보다 품질을 개선하기 어려웠다. 미국의 종이 클립의 날은 5월 29일이다.

## 같이 보기
- 종이 끼우개

1. 1 2  케빈 랠런드 (2023). 《다윈의 미완성 교향곡》. 동아시아. 21-22쪽.